# Plectosphaera ingae
Plectosphaera ingae är en svampart som först beskrevs av Frank Lincoln Stevens, och fick sitt nu gällande namn av Arx 1954. Plectosphaera ingae ingår i släktet Plectosphaera och familjen Phyllachoraceae.   Inga underarter finns listade i Catalogue of Life.